# Dido abandonada (Anfossi)

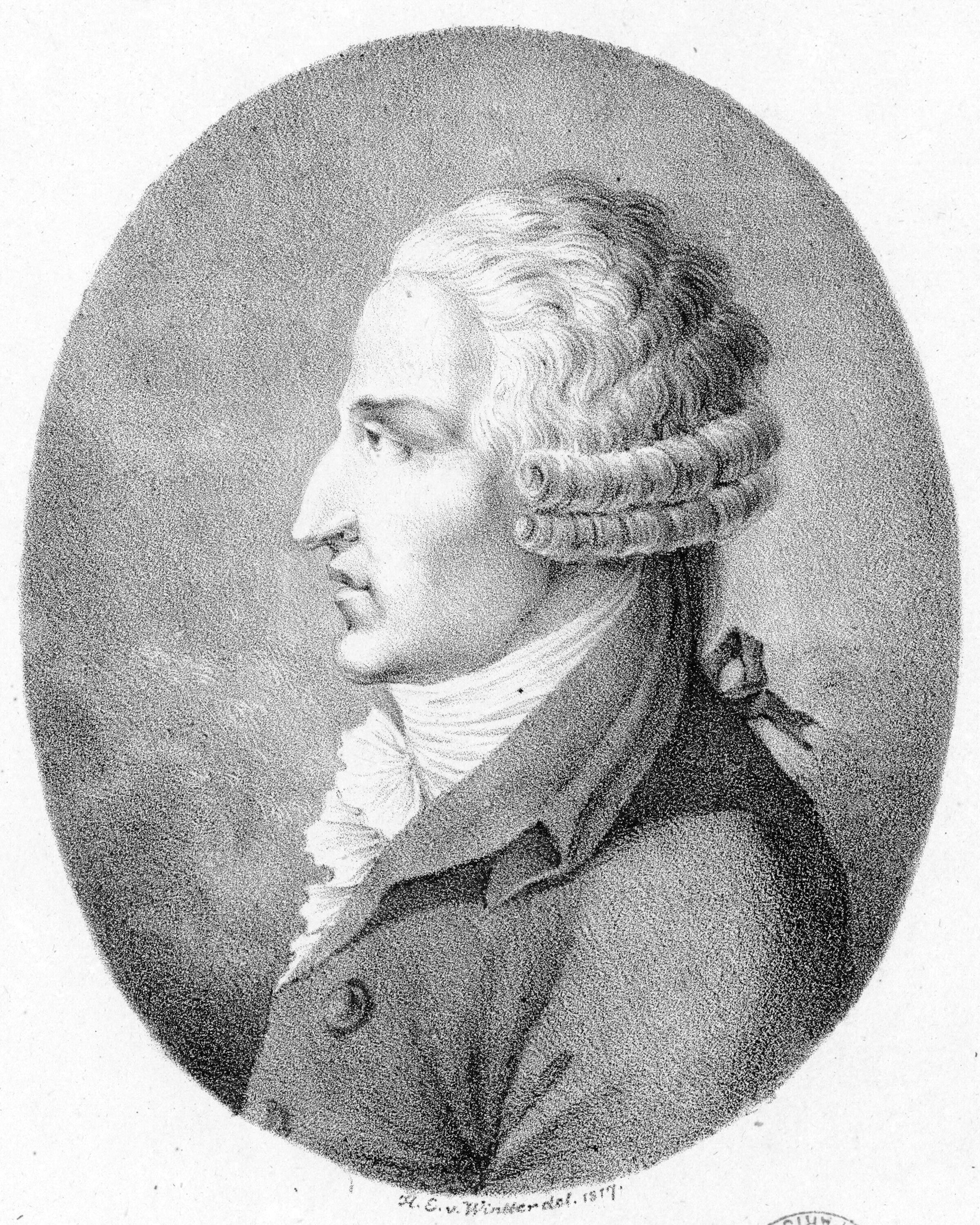
Pasquale Anfossi por el artista Heinrich Eduard Winter.

Didone Abbandonata es una ópera compuesta por Pasquale Anfossi, con libretto de Pietro Metastasio, y que fue estrenada en Viena en 1775.

## Compositor
Pasquale Anfossi fue un compositor italiano de la época barroca, contando con una carrera muy prolífica, con más de 70 óperas escritas, 67 sinfonías, además de numerosos oratorios, misas y motetes. 
Influenciado por las reformas operísticas de Gluck y Traetta, se convirtió en uno de los máximos exponentes en el género, destacando su papel como compositor de óperas bufas. 

## Libreto de Metastasio y ediciones
Se trata de un libretto de ópera en tres actos. Fue su primera obra y fue musicada por el compositor italiano Domenico Sarro en 1724. En su primera representación se vio acompañada por el intermezzo L’impresario delle Isole Canarie, también escrito por Metastasio. 
Desde entonces esta ópera ha sido versionada más de 50 veces por compositores de tal importancia como Nicola Porpora (1725), Leonardo Vinci (1726), Giuseppe Sarti (1762) o Niccolò Piccinni (1770) entre muchos otros. 
También el libretto fue editado en numerosas ocasiones con distintos editores siendo las siguientes las más destacables:
- 1775: Lucca, F. Maria Benedini.
- 1775: Venezia, Modesto Fenzo.
- 1776: Cremona, Lorenzo Mainini e comp.
- 1776: Varsavia, P. Dufour.
- 1782: Milano, Gaetano Pirola.
- 1786: Londres, J. Almon.
- 1788: Napoli, Vincenzo Flauto

## Argumento

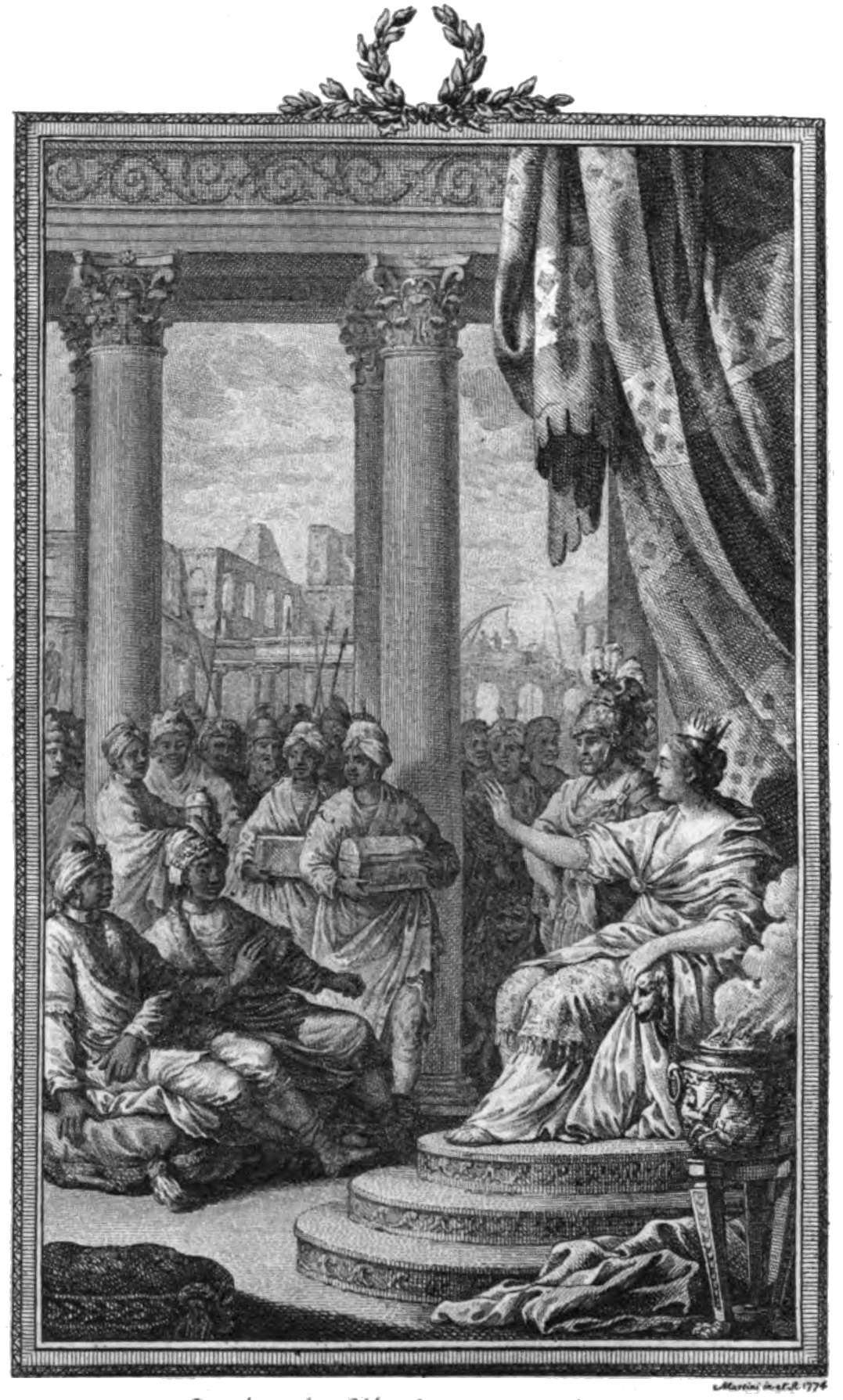
Pietro Metastasio - Didone abbandonata, acto 1, escena 5, París, 1780. Opere del Signor abate Pietro Metastasio vol. 3, París, 1780.

Dido es viuda de Sicheo, rey de Tiro, al que ella misma mató por Pigmalión. Tras su muerte, su hermano huye a África con una enorme cantidad de sus riquezas y construye la ciudad de Cartago. 
Muchas gentes le exigen la devolución de estas riquezas a Dido, pero sobre todo a Larba, el rey de los moros, que se muestra negativo a premiarles con sus riquezas. 
Mientras tanto, Eneas viaja en un navío y es sacudido fuertemente por una tormenta en las cercanías de África. Es aquí cuando los dos personajes protagonistas se encuentran, siendo Dido quien lo encuentra y lo rescata de la tormenta, cayendo en ese instante perdidamente enamorada de él. 
A pesar de estar absolutamente complacido por este afecto que Dido le profesa, los dioses le ordenan a Eneas continuar su viaje hacia Italia, donde se le prometía una nueva Troya. En el momento en el que Eneas parte, Dido se suicida desesperadamente. 
Finalmente, después de la muerte de Dido y de su hermana Ana, que también estaba enamorada de Eneas, Larba toma el control de Cartago, ciudad a la que entra bajo el nombre de Arbace, simplemente para conseguir acercarse fascinado a ver a Dido.

## Personajes y representaciones
| Intérpretes primera representación (Venezia, Teatro San Moisè, 1775) | Rol vocal | Personaje |
| -------------------------------------------------------------------- | --------- | --------- |
| Caterina Bonafini                                                    | Soprano   | Didone    |
| Giovanni Maria Rubinelli                                             | Castrato  | Enea      |
| Bartolomeo Schiroli                                                  | Tenor     | Larba     |
| Caterina Casalis                                                     | Soprano   | Selene    |
| Giuseppe Benigni                                                     | Castrato  | Araspe    |
| Prospero Braghetti                                                   | Tenor     | Osmida    |

Primera representación y siguientes.
- 1775: Venezia, Teatro San Moisè
- 1775: Lucca, Teatro
- 1776: Varsavia, Teatro il Pallazzo Radzivill
- 1776: Cremona, Teatro Nazari
- 1782: Pavia, Teatro dei Quattro Cavalieri Associati
- 1786: London, King's Theatre in the Haymarket
- 1788: Napoli, Teatro San Carlo